# Acharagma
Acharagma és un gènere amb dues espècies de cactus petits, natius del nord de Mèxic.

## Descripció
Aquests cactus són usualment solitaris però algunes vegades es troben en petits grups. Són globosos, de 3 a 7 cm de diàmetre. Les costelles tenen tubercles, amb arèoles sense solc. Les flors apareixen a la punta del tija, i són de color crema a groc.

## Taxonomia
El gènere és relativament de recent creació. Les seves espècies estaven incloses a Escobaria; no obstant això, va ser reconegut com una secció apart per Nigel Taylor el 1983, i ascendit a gènere per Charles Glass el 1998. Va ser publicat a Guía para la Identificación de Cactáceas Amenazadas de México 1: [1]AC/AG, a l'any 1997.
Etimologia
Acharagma: nom genèric que deriva de les paraules gregues: a = "sense" i charagma "solc", on assenyala la manca de ranura a les berrugues. Aquesta és una característica on difereix del gènere estretament relacionat Escobaria.
Espècies
A partir del desembre de 2021, Plants of the World Online accepta dues espècies. Una tercera espècie possible, A. huasteca, descrita l'any 2011, es considera un sinònim d'Acharagma roseanum subsp. galeanense.
- Acharagma aguirreanum
- Acharagma roseanum